# Élections européennes de 2009 en Finlande
Les élections européennes se sont déroulées le dimanche 7 juin 2009 en Finlande pour désigner les 13 députés européens au Parlement européen, pour la législature 2009-2014.

## Mode de scrutin
La Finlande utilise lors des élections européens un système de représentation proportionnelle avec vote préférentiel (nommé "voix locomotives" en finnois) à l'échelle du pays. 
Les partis présentent de listes ouvertes, ce qui signifie que les électeurs peuvent panacher, en votant pour des candidats de différentes listes. 
Lors du dépouillement, les suffrages reçus par chaque candidat sont comptés premièrement pour le parti et deuxièmement pour les candidats. 
La distribution des sièges est effectuée selon la méthode d'Hondt et les candidats sont sélectionnés sur la base de leur rang de popularité (suffrages reçus individuellement) à l'intérieur des listes participant à la distribution des sièges.

## Campagne

### Candidats
241 candidats issus de 13 partis plus une candidate indépendante étaient en lice pour 13 sièges, un de moins qu'en 2004.

### Sondages
| Liste | Liste                                         | Résultats 2004  | MTV3/TNS Gallup (janvier 2009) | Kok/TNS Gallup (février-mars 2009) | SFP/Taloustutkimus (19–26.5.2009) |
| ----- | --------------------------------------------- | --------------- | ------------------------------ | ---------------------------------- | --------------------------------- |
|       | Parti de la coalition nationale (Kok)         | 23,7 % 4 sièges | 26,5 % 4 sièges                | 25,4 % 4 sièges                    | 25,1 % 4 sièges                   |
|       | Parti du centre (Kesk)                        | 23,3 % 4 sièges | 19,8 % 3 sièges                | 19,0 % 3 sièges                    | 17,0 % 2 sièges                   |
|       | Parti social-démocrate de Finlande (SDP)      | 21,2 % 3 sièges | 19,1 % 3 sièges                | 21,1 % 3 sièges                    | 17,0 % 2 sièges                   |
|       | Ligue verte (Vihr)                            | 10,3 % 1 siège  | 11,5 % 1 siège                 | 9,9 % 1 siège                      | 13,0 % 2 sièges                   |
|       | Alliance de gauche (Vas)                      | 9,1 % 1 siège   | 8,3 % 1 siège                  | 8,5 % 1 siège                      | 9,0 % 1 siège                     |
|       | Vrais Finlandais-Chrétiens-démocrates (PS/KD) | 4,8 % 0 siège   | 5,7 % 1 siège                  | 12,4 % 1 siège                     | 11,0 % 2 sièges                   |
|       | Parti populaire suédois de Finlande (SFP)     | 5,7 % 1 siège   | 4,5 % 0 siège                  | 3,6 % 0 siège                      | 6,0 % 1 siège                     |

## Résultats

### Repartition
| Parti | Parti                                     | Voix      | Voix  | Voix  | Siège | Siège | Groupe    |
| Parti | Parti                                     | Nb        | %     | +/-   | Nb    | +/-   | Groupe    |
| ----- | ----------------------------------------- | --------- | ----- | ----- | ----- | ----- | --------- |
|       | Parti de la coalition nationale (KOK)     | 386 416   | 23,21 | -0,5  | 3     | -1    | PPE       |
|       | Parti du centre (Kesk)                    | 316 798   | 19,03 | -4,34 | 3     | -1    | ADLE      |
|       | Parti social-démocrate (SDP)              | 292 051   | 17,55 | -3,72 | 2     | -1    | S&D       |
|       | Ligue verte (Vihr)                        | 206 439   | 12,4  | +1,97 | 2     | +1    | Verts/ALE |
|       | Vrais Finlandais (PS)                     | 162 930   | 9,79  | +9,25 | 1     | +1    | ELD       |
|       | Parti populaire suédois de Finlande (RKP) | 101 453   | 6,09  | +0,39 | 1     | =     | ADLE      |
|       | Alliance de gauche (Vas)                  | 98 690    | 5,93  | -3,2  | 0     | -1    |           |
|       | Chrétiens-démocrates (KD)                 | 69 458    | 4,17  | -0,11 | 1     | +1    | PPE-DE    |
|       | Liisa Sulkakoski                          | 8 463     | 0,51  | n/a   | 0     | n/a   |           |
|       | Parti communiste de Finlande (SKP)        | 8 089     | 0,49  | -0,12 | 0     | =     |           |
|       | Pour les pauvres                          | 4 338     | 0,26  | -0,08 | 0     | =     |           |
|       | Parti de l'indépendance                   | 3 563     | 0,21  | n/a   | 0     | n/a   |           |
|       | Parti des travailleurs de Finlande        | 3 169     | 0,19  | n/a   | 0     | n/a   |           |
|       | Ligue des retraités de Finlande           | 2 974     | 0,18  | -0,22 | 0     | =     |           |
| Total | Total                                     | 1 661 275 | 100 % | 100 % | 13    | 13    |           |

### Dix candidats ayant reçu le plus de votes préférentiels
1. Timo Soini (PS) : 130 432
2. Anneli Jäätteenmäki (Kesk)	: 80 009
3. Mitro Repo (SDP) : 71 517
4. Ville Itälä (Kok) : 65 439
5. Heidi Hautala (Vihr) : 58 952
6. Satu Hassi (Vihr) : 56 855
7. Sari Essayah (KD) : 53 688
8. Sirpa Pietikäinen (Kok) : 51 446
9. Eija-Riitta Korhola (Kok) : 51 211[7].